# Sabrina Fiore
Sabrina María Concepción Fiore Canata Morínigo (1996. április 17. –) paraguayi válogatott kézilabdázó, beállós.

## Pályafutása
Fiore Brazíliában, a Colégio Castro Alves csapatában kezdett kézilabdázni, többször nyert diákolimpiát. Később az UNC Concordia játékosa lett, akikkel 2017-ben brazil bajnokságot nyert.
A paraguayi válogatottal részt vett a 2013-as és a 2017-es világbajnokságon, utóbbi tornán csapata legeredményesebb játékosa volt 43 góllal.
A 2017-es pánamerikai játékokon bronzérmet szerzett a válogatottal és ő lett a torna gólkirálynője 34 góllal.